# Anton Schürkes
Johann Anton Schürkes, auch Anton Schürkes genannt, (* 20. September 1878 in Etgenbusch bei Erkelenz; † 1924 in Aachen-Burtscheid) war ein katholischer Priester.

## Leben
Anton Schürkes entstammte einer katholischen Bauernfamilie, er war der älteste Sohn von Heinrich Schürkes und Helena geborene Endpohl. Er hatte drei Brüder und eine Schwester, Anna Schürkes.
Er wurde 1904 im Dom zu Köln zum Priester geweiht. Im gleichen Jahr wurde er vierter 
Kaplan an St. Dionysius und St. Liebfrauen in Krefeld. 1918 wurde er erster Pfarrer an St. Aloysius in Oberbruch.

## Ehrungen
- In Oberbruch erhielt die Straße an der Pfarrkirche den Namen Anton-Schürkes-Straße.